# Sensi
Sensi – debiutancki album studyjny polskiego rapera i producenta muzycznego Pelsona. Wydawnictwo ukazało się 12 grudnia 2005 roku nakładem oficyny Anonim Grupa. Materiał osiągnął sprzedaż rzędu co najmniej 2 tys. egzemplarzy. Płytę poprzedził wydany tego samego roku singel do utworu "Zawieszeni w próżni". Gościnnie w nagraniach wzięli udział Vienio, Rocca, Flexxip, Wigor, Aga.S, Olga.S, Maleo Reggae Rockers oraz Pezet. Natomiast producentami utworów byli DJ Seb, Waco, Mes, a także sam Pelson. W ramach promocji do utworów "Konekcion" i "Zawieszeni w próżni" zostały zrealizowane teledyski.
W 2007 roku w formie płyty gramofonowej nakładem Step Records ukazał się singel pt. "Zawieszeni w próżni / Bez snu". 7 kwietnia 2012 roku nakładem wytwórni Fonografika ukazała się reedycja debiutu Pelsona.

## Lista utworów
Opracowano na podstawie materiału źródłowego.
1. "Intro" (produkcja: DJ Seb) - 1:10
2. "Tylko tyle" (produkcja: Waco) - 4:07
3. "Konekcion" (produkcja: DJ Seb, gościnnie: Rocca, Vienio) - 4:15
4. "Zawieszeni w próżni" (produkcja: Mes) - 3:24
5. "S T Y L #1" (produkcja: DJ Seb) - 1:32
6. "Nonstop bez snu" (produkcja: DJ Seb) - 3:45
7. "Automotywacja Rmx" (produkcja: DJ Seb) - 3:50
8. "Julka 2 lata później (Skit)" (produkcja: Pelson) - 1:38
9. "Proste przyjemności" (produkcja: DJ Seb, gościnnie: Flexxip) - 4:17
10. "Jak nie teraz, to kiedy?" (produkcja: DJ Seb, gościnnie: Wigor) - 4:22
11. "S T Y L #2" (produkcja: DJ Seb) - 1:29
12. "Ona i on" (produkcja: DJ Seb, gościnnie: Aga.S, Olga.S) - 3:23
13. "Ja uciekam" (produkcja: DJ Seb)[a] - 4:32
14. "Kiedyś" (produkcja: DJ Seb, gościnnie: Pezet) - 4:14
15. "S T Y L #3" (produkcja: DJ Seb) - 1:50
16. "List" (produkcja: DJ Seb) - 3:34
17. "Żyjemy w tym mieście" (produkcja: DJ Seb, gościnnie: Vienio, Maleo Reggae Rockers) - 3:55